# Bolintin-Vale
Bolintin-Vale (în trecut, Bolintinu din Vale sau Moșneni-Drăgoiu) este un oraș în județul Giurgiu, Muntenia, România, format din localitatea componentă Bolintin-Vale (reședința), și din satele Crivina, Malu Spart și Suseni. Orașul are o populație de 12.929 locuitori.

## Așezare
Orașul se află în nordul județului, pe malurile Argeșului și ale Sabarului. Pe la marginea de nord a orașului trece autostrada București–Pitești, pe care este deservit de o ieșire etichetată Bolintin-Vale. Prin oraș trece și șoseaua județeană DJ601, care îl leagă spre est de Bolintin-Deal și mai departe în județul Ilfov de Ciorogârla (unde se termină în autostrada București–Pitești), și spre vest de Crevedia Mare (unde se intersectează cu DN61), Roata de Jos, și mai departe în județul Teleorman de Videle. La Bolintin-Vale, din acest drum se ramifică șoseaua județeană DJ401A, care duce spre nord-vest la Florești-Stoenești, Găiseni, și mai departe în județul Dâmbovița de Potlogi, Odobești, Costeștii din Vale, Mătăsaru, Mogoșani și Găești (unde se termină în DN7). Tot din DJ601, la Malu Spart se ramifică șoseaua județeană DJ412A, care duce spre sud la Ogrezeni, Grădinari, Buturugeni, Mihăilești (unde se intersectează cu DN6) și Adunații Copăceni (unde se termină în DN5).

## Demografie
Componența etnică a orașului Bolintin-Vale
     Români (73,2%)
     Romi (14,63%)
     Alte etnii (0,03%)
     Necunoscută (12,14%)
Componența confesională a orașului Bolintin-Vale
     Ortodocși (86,89%)
     Alte religii (0,48%)
     Necunoscută (12,63%)
Conform recensământului efectuat în 2021, populația orașului Bolintin-Vale se ridică la 12.806 locuitori, în scădere față de recensământul anterior din 2011, când fuseseră înregistrați 12.929 de locuitori. Majoritatea locuitorilor sunt români (73,2%), cu o minoritate de romi (14,63%), iar pentru 12,14% nu se cunoaște apartenența etnică. Din punct de vedere confesional, majoritatea locuitorilor sunt ortodocși (86,89%), iar pentru 12,63% nu se cunoaște apartenența confesională.
030006000900012.00015.000199220022011populațiePopulația istorică din Bolintin-Vale
Date: Recensăminte sau birourile de statistică - grafică realizată de Wikipedia

## Politică și administrație
Orașul Bolintin-Vale este administrat de un primar și un consiliu local compus din 17 consilieri. Primarul, Daniel Trăistaru[*], de la Partidul Național Liberal, este în funcție din 2016. Începând cu alegerile locale din 2024, consiliul local are următoarea componență pe partide politice:
|  | Partid                    | Consilieri | Componența Consiliului | Componența Consiliului | Componența Consiliului | Componența Consiliului | Componența Consiliului | Componența Consiliului | Componența Consiliului | Componența Consiliului | Componența Consiliului | Componența Consiliului | Componența Consiliului | Componența Consiliului | Componența Consiliului |
|  | ------------------------- | ---------- | ---------------------- | ---------------------- | ---------------------- | ---------------------- | ---------------------- | ---------------------- | ---------------------- | ---------------------- | ---------------------- | ---------------------- | ---------------------- | ---------------------- | ---------------------- |
|  | Partidul Național Liberal | 13         |                        |                        |                        |                        |                        |                        |                        |                        |                        |                        |                        |                        |                        |
|  | Partidul Social Democrat  | 3          |                        |                        |                        |                        |                        |                        |                        |                        |                        |                        |                        |                        |                        |
|  | Pintilie Adrian-Gabriel   | 1          |                        |                        |                        |                        |                        |                        |                        |                        |                        |                        |                        |                        |                        |

## Istorie
La sfârșitul secolului al XIX-lea, Bolintin-Vale avea statut de comună rurală, făcea parte din plasa Sabarul a județului Ilfov și era formată din satele Bolintinu-Drăgăneasca, Bolintinu-Moșneni, Bolintinu-de-Mijloc și Malu Spart, având în total 3261 de locuitori ce trăiau în 685 de case. În comună funcționau două școli mixte, o moară cu aburi și două biserici (la Bolintinu-Moșneni și la Malu Spart). Anuarul Socec din 1925 consemnează comuna ca reședință a plășii Bolintin din același județ, având 6000 de locuitori în satele Bolintinu din Vale, Crivina (preluat de la comuna Țigănia-Crivina, desființată) și Suseni.
În 1950, comuna a fost transferată raionului Răcari și apoi (după 1952) raionului Titu din regiunea București. În 1968, a revenit la județul Ilfov, reînființat. În 1981, o reorganizare administrativă regională a dus la transferarea comunei la județul Giurgiu. Comuna a devenit oraș în 1989.

## Monumente istorice

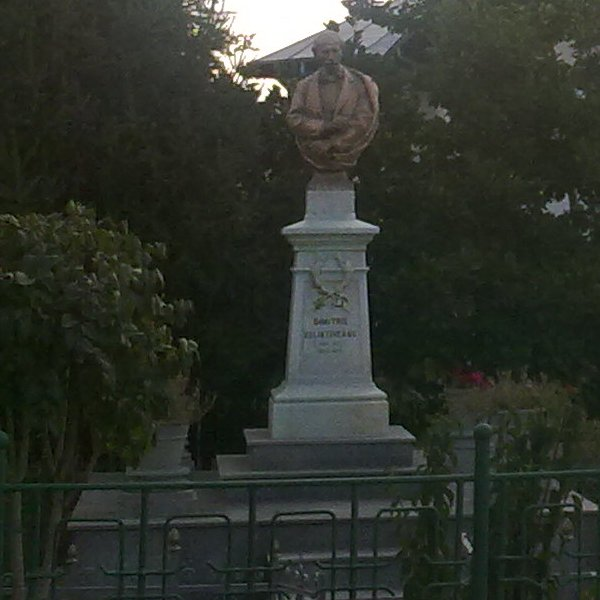
Bustul lui Dimitrie Bolintineanu, monument istoric

În orașul Bolintin-Vale se află bustul lui Dimitrie Bolintineanu, monument de for public de interes național, ridicat la jumătatea secolului al XX-lea.
În rest, alte nouă obiective din oraș sunt incluse în lista monumentelor istorice din județul Giurgiu ca monumente de interes local. Două dintre ele sunt situri arheologice: situl de „la Canton”, aflat în amonte de Malu Spart, pe valea Argeșului, cuprinde urme de așezări din neolitic (cultura Glina) și din perioada Latène; și situl de la Suseni, aflat pe terasa înaltă a Argeșului, unde s-au găsit așezări din Epoca Bronzului Timpuriu (cultura Glina), din perioada Latène (cultura geto-dacică) și din Evul Mediu Timpuriu (cultura Dridu).
Celelalte șapte sunt clasificate ca monumente de arhitectură sunt: fosta pretură (sfârșitul secolului al XIX-lea), actuala primărie; casa Manolache (1910–1920); biserica „Adormirea Maicii Domnului” (1832); poșta veche (sfârșitul secolului al XIX-lea); primăria veche (aceeași perioadă), astăzi Clubul Elevilor; școala veche (1999), toate din localitatea principală; biserica „Adormirea Maicii Domnului” (1841–1843) din satul Malu Spart.

## Personalități
- Dimitrie Bolintineanu (1819 - 1872), poet, om politic, participant la Revoluția de la 1848 și diplomat;
- Dumitru Baicu (1931 - 2007), lăutar;
- Tinel Petre (n. 1974), fotbalist;
- Florentin Dumitru (n. 1977), fotbalist;
- Andreea Chițu (n. 1988), judoka;
- Valeriu Lupu (n. 1991), fotbalist;
- Florentin Matei (n. 1993), fotbalist.